# Marcela Laiferová
Marcela Laiferová, rodným jménem Marcela Keblúšková, vdaná Bujnová (* 14. července 1945 Petrovice), je slovenská zpěvačka.

## Ocenění
- 1974 Drážďany – 2. cena (hudební festival)
- 1974 Zlatý Orfeus – cena TV
- 1970 Zlatá Bratislavská lyra – za píseň Slová
- 1981 Bronzová Bratislavská lyra – za píseň Na cestu
- 1982 Malta – 1. cena (hudební festival)

## Diskografie
- 1969 Jednu lásku mám – Marcela Laiferová a Karel Hála/Daj povel pal´ – Marcela Laiferová, SP[1]
- 1969 PF 1970 Supraphon: Našla som Madonu – Tatiana Hubinská/Jednu lásku mám – Marcela Laiferová a Karel Hála – Supraphon 0 33 0466, SP
- 1969 Marcela Laiferová – Supraphon 1 13 0684, LP
- 1970 Slová – Marcela Laiferová a zbor Lubomíra Pánka/ Kto má ťa rád – Karol Duchoň (Bratislavská lyra 1970) – Opus 0 43 1001 h, SP,
- 1974 Marcela Laiferová – Opus 9113 0298, LP,
- 1976 Obrázky dní – Opus 9113 0474,[2]
- 1980 Cestovný poriadok Marcely Laiferovej – Opus 9113 0900, LP[3][4]
- 1983 Láska je – LP
- 1994 Hrdá láska – MC
- 1995 Vianoce s Marcelou – H & V Jumbo Records, CD
- 1997 Je mi fajn – Slovenský rozhlas, CD
- 2003 Marcela Výber I. – Opus (Výber 1964–1983) 91 2658-2 EAN 8 584019 265824, CD
- 2003 Dotknúť sa hviezd – Forza, CD
- 2006 20 Naj – Opus (Piesne – 1965–1998), CD
- 2008 Včera a dnes – Forza Music, CD
- 2009 Marcela Laiferová 1969/1974 – Opus EAN 8 584019 011025, 2CD (edícia 100 – Sto základných albumov a interpretov)

### Kompilace
- The Best of Braňo Hronec Sound – Lampy už dávno zhasli
- 1970 Šťastné a veselé – Supraphon (podtitul Melódie pre Vianočnú pohodu)
- 1979 Dvanásť do tucta – Diskotéka Opusu 3, Opus – 02.Hrdá láska – str. A/12. Zastavte ten dážď – str. B
- 1985 Melódie Gejzu Dusíka – Opus
- 1987 Stretnutie po rokoch – Opus
- 1989 Štyridsať hitov 1966-76 – Opus
- 1978 Nestarnúce melódie – Opus V tatrách/Letelo vtáča nad nami (CD 2006)
- 1995 Repete 5 – Ena records – 13. Hrdá láska
- 1995 Repete 8 – Ena records – 08. Slová
- 1995 Repete Gala 1 – Ena records – 07. Poď bielou alejou/18. Slovenské tango – Marcela Laferová a Ivan Krajíček
- 1995 Repete Gala 2 – Ena records – 02. Zvony/05. Hrdá láska
- 1997 Repete Gala 3 – Ena records – 06. Sprav mi jar'
- 2005 Retrohity – Slovak Radio Records – 08. Zvony ôsmu bijú
- 2006 Nestarnúce melódie – Opus V tatrách/Letelo vtáča nad nami – (reedice LP z 1978)
- 2007 20 Naj Retro vianoce – Opus 03. Snehová kráľovná/07. Čistá zimná láska/15. Biely sneh
- 2007 Největší slovenské hity 60. a 70. let – Popron Music – 14. Marcela Laiferová, Jana Beláková – Lampy už dávno zhasli

## Filmografie
- 1964 Konečná stanica rytmus …zpěv – (režie: Georgis Skalenakis)
- 1966 Kým sa skončí táto noc …barová zpěvačka – (režie: Peter Solan)